# 宮野村 (宮城県)
宮野村（みやのむら）は、1954年（昭和29年）まで宮城県栗原郡中部にあった村。現在の栗原市のうち築館上宮野・築館下宮野・築館留場などにあたる。

## 沿革
- 1875年（明治8年）10月17日 - 水沢県による村落統合にともない、上宮野村・下宮野村・留場村が合併して宮野村が成立（留場村のうち横須賀は太沢村へ）。
- 1889年（明治22年）4月1日 - 町村制施行にともない、宮野村単独で村制施行。
- 1954年（昭和30年）8月10日 - 築館町・玉沢村・富野村と合併し、新制の築館町となる。

## 行政
- 歴代村長

| 代 | 氏名         | 就任                       | 退任                       | 備考 |
| -- | ------------ | -------------------------- | -------------------------- | ---- |
| 1  | 草狩五郎助   | 1889年（明治22年）4月25日  | 1890年（明治23年）4月      |      |
| 2  | 梅岡喜平治   | 1890年（明治23年）4月10日  | 1891年（明治24年）1月      |      |
| 3  | 千葉直胤     | 1891年（明治24年）1月29日  | 1891年（明治24年）8月25日  |      |
| 4  | 氏家良蔵     | 1891年（明治24年）8月26日  | 1892年（明治25年）4月30日  |      |
| 5  | 菊地貞吉     | 1892年（明治25年）5月8日   | 1896年（明治29年）5月16日  |      |
| 6  | 佐々木彦七   | 1896年（明治29年）5月23日  | 1897年（明治30年）12月21日 |      |
| 7  | 菊地貞吉     | 1898年（明治31年）4月7日   | 1902年（明治35年）4月5日   | 再任 |
| 8  | 氏家平蔵     | 1902年（明治35年）5月26日  | 1910年（明治43年）6月6日   |      |
| 9  | 上坂敬治     | 1910年（明治43年）6月      | 1910年（明治43年）12月18日 |      |
| 10 | 菊地貞吉     | 1911年（明治44年）1月22日  | 1911年（明治44年）8月26日  | 三任 |
| 11 | 小山達五郎   | 1911年（明治44年）11月20日 | 1913年（大正2年）1月21日   |      |
| 12 | 菊地貞吉     | 1913年（大正2年）2月28日   | 1918年（大正7年）5月8日    | 四任 |
| 13 | 大場彦六郎   | 1919年（大正8年）12月15日  | 不詳                       |      |
| 14 | 相馬清左衛門 | 1942年（昭和17年）6月28日  | 1943年（昭和18年）5月1日   |      |
| 15 | 大場彦八郎   | 1943年（昭和18年）5月16日  | 1944年（昭和19年）1月20日  |      |
| 16 | 久我徳治     | 1944年（昭和19年）2月2日   | 1946年（昭和21年）12月25日 |      |
| 17 | 小山為吉     | 1947年（昭和22年）4月5日   | 不詳                       |      |
| 18 | 津田良七     | 1948年（昭和23年）4月15日  | 1954年（昭和29年）8月9日   |      |